# Karl Sporr
Karl Arvid Sporr, före 1908 Gustafsson, född 21 februari 1887 i Stora Skedvi församling, Kopparbergs län, död 14 juni 1967 i Råsunda församling, Stockholms län, var en svensk violinist och folkmusikupptecknare. 

## Biografi
Sporr, som var son till en hemmansägare, studerade efter studentexamen i Falun 1906 naturvetenskap vid Stockholms högskola 1907–13. Han studerade också violinspel för Axel Runnquist i Stockholm och var turnerande konsertmusiker från 1923, bland annat i USA 1923–25 och i Tyskland 1937–43. Han var också verksam som upptecknare och tolkare av svensk folkmusik. Han invaldes som associé av Kungliga Musikaliska Akademien 1953.